# Lepocreadium scombri
Lepocreadium scombri är en plattmaskart. Lepocreadium scombri ingår i släktet Lepocreadium och familjen Lepocreadiidae. Inga underarter finns listade i Catalogue of Life.